# 9107 Narukospa
9107 Narukospa (tên chỉ định: 1997 AE4) là một tiểu hành tinh vành đai chính. Nó được phát hiện bởi Takao Kobayashi ở Trạm quan sát Ōizumi ở Ōizumi, tỉnh Gunma, Nhật Bản, ngày 6 tháng 1 năm 1997. Nó được đặt theo tên thị trấn Naruko (bây giờ là một phần Ōsaki), tỉnh Miyagi, Nhật Bản.